# România la Jocurile Olimpice de iarnă din 1976
România a participat la Jocurile Olimpice de iarnă din 1976 cu 32 sportivi care au concurat la 4 sporturi (biatlon, bob, hochei pe gheață și schi alpin).

## Participarea românească
România a trimis la Innsbruck o delegație formată din 32 sportivi (32 bărbați și 0 femei), care au concurat la 4 sporturi cu 8 probe (toate masculine). 
Cel mai bun rezultat obținut de delegația României a fost locul 7 obținut de echipa masculină de hochei, care a realizat patru victorii (4-3 cu Austria, 4-3 cu Elveția, 9-4 cu Bulgaria și 3-1 cu Japonia) din 6 meciuri desfășurate . Echipajul de bob-4 persoane România II s-a clasat pe locul opt, iar echipajul de bob-2 persoane România I, condus de Ion Panțuru, a terminat pe locul 11. Un alt loc merituos a fost locul 10 obținut de ștafeta masculină de 4 x 7,5 km la biatlon. Rezultatele de la schi alpin au fost însă slabe, cea mai bună clasare fiind locul 30.
Medaliatul cu bronz la bob-2 la Jocurile Olimpice de la Grenoble (1968), antrenorul Ion Panțuru, a fost înscris ca participant la această olimpiadă din cauza accidentării unuia dintre elevii săi pentru care nu avea un înlocuitor. Deși era retras din activitate de patru ani, el a concurat atât la bob-2, cât și la bob-4, dar rezultatele obținute au fost modeste în comparație cu cele obținute la olimpiadele anterioare. Panțuru a declarat ulterior că "primele alergări după patru ani de zile le-am făcut exact înainte de probă, îmi aduc aminte că am făcut o febră teribilă" .
La această ediție a Jocurilor Olimpice, România nu a obținut niciun punct în clasamentul pe națiuni.

## Biatlon
| Sportiv                                                                     | Probă                  | Ținte ratate | Timp                                                       | Loc |
| --------------------------------------------------------------------------- | ---------------------- | ------------ | ---------------------------------------------------------- | --- |
| Gheorghe Voicu                                                              | 20 km (m)              | 5 (1/2/1/1)  | 1:21.01,52 (+6.49,26)                                      | 16  |
| Gheorghe Gârniță                                                            | 20 km (m)              | 4 (0/0/2/2)  | 1:24.53,84 (+10.41,58)                                     | 31  |
| Nicolae Cristoloveanu                                                       | 20 km (m)              | 8 (0/2/1/5)  | 1:28.15,53 (+14.03,27)                                     | 45  |
| Echipa Nicolae Cristoloveanu Gheorghe Voicu Victor Fontana Gheorghe Gârniță | ștafetă 4 x 7,5 km (m) | 7 4 0 1 2    | 2:09.54,40 (+11.58,76) 35.23,57 30.26,75 32.01,12 32.02,96 | 10  |

## Bob
| Sportiv                                                                | Probă                | Rezultat | Rezultat | Rezultat | Rezultat | Rezultat        | Rezultat |
| Sportiv                                                                | Probă                | Manșa 1  | Manșa 2  | Manșa 3  | Manșa 4  | Total           | Loc      |
| ---------------------------------------------------------------------- | -------------------- | -------- | -------- | -------- | -------- | --------------- | -------- |
| Ion Panțuru Gheorghe Lixandru                                          | România I (Bob-2 m)  | 57,15    | 57,43    | 57,85    | 57,66    | 3.50,09 (+5,67) | 11       |
| Dragoș Panaitescu Costel Ionescu                                       | România II (Bob-2 m) | 57,95    | 57,66    | 57,58    | 57,34    | 3.50,53 (+6,11) | 12       |
| Dragoș Panaitescu Paul Neagu Costel Ionescu Gheorghe Lixandru          | România I (Bob-4 m)  | 55,54    | 55,51    | 56,18    | 56,68    | 3.43,91 (+3,48) | 8        |
| Ion Panțuru Constantin Romaniuc Alexe Gheorghe Tănăsescu Mihai Nicolau | România I (Bob-4 m)  | 56,09    | 56,23    | 56,81    | 57,57    | 3.46,70 (+6,27) | 14       |

## Hochei pe gheață

### Masculin
| Echipa | Meciuri                      | Meciuri                   | Rezultate   | Loc |
| --- | ---------------------------- | ------------------------- | ----------- | --- |
| Valerian Netedu (portar) Vasile Morar (portar) Elöd Antal (apărător) Șandor Gal (apărător) George Justinian (apărător) Ion Ioniță (apărător) Dezideriu Varga (apărător) Doru Moroșan (apărător) Doru Tureanu (înaintaș) Dumitru Axinte Eduard Pană (înaintaș) Vasile Huțanu (înaintaș) Ioan Gheorghiu (înaintaș) Tiberiu Mikloș (înaintaș) Alexandru Hălăucă (înaintaș) Marian Pisaru (înaintaș) Nicolae Vișan (înaintaș) Marian Costea (înaintaș) Ștefan Ionescu (antrenor) | calificări:                  | calificări:               | calificări: | 7   |
| Valerian Netedu (portar) Vasile Morar (portar) Elöd Antal (apărător) Șandor Gal (apărător) George Justinian (apărător) Ion Ioniță (apărător) Dezideriu Varga (apărător) Doru Moroșan (apărător) Doru Tureanu (înaintaș) Dumitru Axinte Eduard Pană (înaintaș) Vasile Huțanu (înaintaș) Ioan Gheorghiu (înaintaș) Tiberiu Mikloș (înaintaș) Alexandru Hălăucă (înaintaș) Marian Pisaru (înaintaș) Nicolae Vișan (înaintaș) Marian Costea (înaintaș) Ștefan Ionescu (antrenor) | 2 februarie 1976, ora 14:00  | R.S. România - Polonia    | 4 - 7       | 7   |
| Valerian Netedu (portar) Vasile Morar (portar) Elöd Antal (apărător) Șandor Gal (apărător) George Justinian (apărător) Ion Ioniță (apărător) Dezideriu Varga (apărător) Doru Moroșan (apărător) Doru Tureanu (înaintaș) Dumitru Axinte Eduard Pană (înaintaș) Vasile Huțanu (înaintaș) Ioan Gheorghiu (înaintaș) Tiberiu Mikloș (înaintaș) Alexandru Hălăucă (înaintaș) Marian Pisaru (înaintaș) Nicolae Vișan (înaintaș) Marian Costea (înaintaș) Ștefan Ionescu (antrenor) | grupa B (locurile 7-12):     |                           |             | 7   |
| Valerian Netedu (portar) Vasile Morar (portar) Elöd Antal (apărător) Șandor Gal (apărător) George Justinian (apărător) Ion Ioniță (apărător) Dezideriu Varga (apărător) Doru Moroșan (apărător) Doru Tureanu (înaintaș) Dumitru Axinte Eduard Pană (înaintaș) Vasile Huțanu (înaintaș) Ioan Gheorghiu (înaintaș) Tiberiu Mikloș (înaintaș) Alexandru Hălăucă (înaintaș) Marian Pisaru (înaintaș) Nicolae Vișan (înaintaș) Marian Costea (înaintaș) Ștefan Ionescu (antrenor) | 5 februarie 1976, ora 17:00  | R.S. România - Japonia    | 3 - 1       | 7   |
| Valerian Netedu (portar) Vasile Morar (portar) Elöd Antal (apărător) Șandor Gal (apărător) George Justinian (apărător) Ion Ioniță (apărător) Dezideriu Varga (apărător) Doru Moroșan (apărător) Doru Tureanu (înaintaș) Dumitru Axinte Eduard Pană (înaintaș) Vasile Huțanu (înaintaș) Ioan Gheorghiu (înaintaș) Tiberiu Mikloș (înaintaș) Alexandru Hălăucă (înaintaș) Marian Pisaru (înaintaș) Nicolae Vișan (înaintaș) Marian Costea (înaintaș) Ștefan Ionescu (antrenor) | 7 februarie 1976, ora 14:00  | R.S. România - Iugoslavia | 3 - 4       | 7   |
| Valerian Netedu (portar) Vasile Morar (portar) Elöd Antal (apărător) Șandor Gal (apărător) George Justinian (apărător) Ion Ioniță (apărător) Dezideriu Varga (apărător) Doru Moroșan (apărător) Doru Tureanu (înaintaș) Dumitru Axinte Eduard Pană (înaintaș) Vasile Huțanu (înaintaș) Ioan Gheorghiu (înaintaș) Tiberiu Mikloș (înaintaș) Alexandru Hălăucă (înaintaș) Marian Pisaru (înaintaș) Nicolae Vișan (înaintaș) Marian Costea (înaintaș) Ștefan Ionescu (antrenor) | 9 februarie 1976, ora 20:00  | R.S. România - Austria    | 4 - 3       | 7   |
| Valerian Netedu (portar) Vasile Morar (portar) Elöd Antal (apărător) Șandor Gal (apărător) George Justinian (apărător) Ion Ioniță (apărător) Dezideriu Varga (apărător) Doru Moroșan (apărător) Doru Tureanu (înaintaș) Dumitru Axinte Eduard Pană (înaintaș) Vasile Huțanu (înaintaș) Ioan Gheorghiu (înaintaș) Tiberiu Mikloș (înaintaș) Alexandru Hălăucă (înaintaș) Marian Pisaru (înaintaș) Nicolae Vișan (înaintaș) Marian Costea (înaintaș) Ștefan Ionescu (antrenor) | 11 februarie 1976, ora 14:00 | R.S. România - Bulgaria   | 9 - 4       | 7   |
| Valerian Netedu (portar) Vasile Morar (portar) Elöd Antal (apărător) Șandor Gal (apărător) George Justinian (apărător) Ion Ioniță (apărător) Dezideriu Varga (apărător) Doru Moroșan (apărător) Doru Tureanu (înaintaș) Dumitru Axinte Eduard Pană (înaintaș) Vasile Huțanu (înaintaș) Ioan Gheorghiu (înaintaș) Tiberiu Mikloș (înaintaș) Alexandru Hălăucă (înaintaș) Marian Pisaru (înaintaș) Nicolae Vișan (înaintaș) Marian Costea (înaintaș) Ștefan Ionescu (antrenor) | 13 februarie 1976, ora 17:00 | R.S. România - Elveția    | 8 - 4       | 7   |

Clasament (locurile 7-12)
| Loc | Echipa       | Meciuri jucate | Victorii | Egaluri | Înfrângeri | Goluri marcate | Goluri primite | Golaveraj | Puncte |
| --- | ------------ | -------------- | -------- | ------- | ---------- | -------------- | -------------- | --------- | ------ |
| 7.  | R.S. România | 5              | 4        | 0       | 1          | 23             | 15             | +8        | 8      |
| 8.  | Austria      | 5              | 3        | 0       | 2          | 18             | 14             | +4        | 6      |
| 9.  | Japonia      | 5              | 3        | 0       | 2          | 20             | 18             | +2        | 6      |
| 10. | Iugoslavia   | 5              | 3        | 0       | 2          | 22             | 19             | +3        | 6      |
| 11. | Elveția      | 5              | 2        | 0       | 3          | 24             | 22             | +2        | 4      |
| 12. | Bulgaria     | 5              | 0        | 0       | 5          | 19             | 38             | -19       | 0      |

## Schi alpin
| Sportiv     | Probă            | Manșa 1 | Manșa 2           | Total                    | Loc                      |
| ----------- | ---------------- | ------- | ----------------- | ------------------------ | ------------------------ |
| Ion Cavași  | Coborâre (m)     |         |                   | 2.00,19 (+14,46)         | 57                       |
| Ion Cavași  | Slalom uriaș (m) | 1.59,90 | nu a luat startul | nu a concurat în runda 2 | nu a concurat în runda 2 |
| Ion Cavași  | Slalom (m)       | 1.08,59 | 1.12,73           | 2.21,32 (+18,03)         | 30                       |
| Dan Cristea | Coborâre (m)     |         |                   | 1.55,63 (+9,90)          | 49                       |
| Dan Cristea | Slalom uriaș (m) | 2.01,78 | 2.03,51           | 4.05,29 (+38,32)         | 45                       |
| Dan Cristea | Slalom (m)       | 1.10,70 | 1.16,87           | 2.27,57 (+24,28)         | 34                       |